# Hans-Diedrich von Tiesenhausen
Pour les autres membres de la famille, voir Tiesenhausen.
Le baron Hans-Diedrich von Tiesenhausen (22 février 1913 – 17 août 2000) est un commandant de U-Boot (sous-marin allemand) pendant la Seconde Guerre mondiale.

## Biographie
Hans-Diedrich von Tiesenhausen appartient à l'une des familles les plus anciennes de la noblesse germano-balte, chassée de son pays après sept siècles de présence.
Il commence sa carrière militaire comme cadet (élève-officier) dans la marine de guerre allemande en 1934. Oberleutnant zur see le 1er avril 1939, il entre à l'école des sous-marins. En décembre 1939, il reçoit son affectation comme second officier observateur à bord du U-23 sous le commandement d'Otto Kretschmer. Il effectue trois patrouilles dans ce bateau avec Kretschmer ; puis la quatrième sous les ordres de Heinz Beduhn (pt).
Il est ensuite affecté à l'U-93 sous le commandement du Kapitänleutnant Klaus Korth, comme premier officier observateur.
En avril 1941, il prend le commandement de l'U-331 avec lequel il effectue dix patrouilles. Les patrouilles commencent en juillet 1941. Partant de Lorient le 14 septembre 1941, il passe le détroit de Gibraltar, premier d'une flotte de six U-Boote en Méditerranée. En commandant ce bâtiment, il s'illustre avec la destruction du cuirassé HMS Barham le 25 novembre 1941, coulé du tir de quatre torpilles à moins de cinq cents mètres, entraînant la mort de 861 marins britanniques. Le sous-marin, alors traqué par le services de l'amirauté coule le 17 novembre 1942, au nord d'Alger, après une forte attaque aérienne. Dix-sept des quarante-neuf membres de l'équipage survivent au naufrage, dont le commandant Tiesenhausen.
Prisonnier de guerre en Angleterre, puis au Canada durant trois années, il revient en Allemagne en 1947. En 1951 il émigre au Canada, travaillant à Vancouver comme architecte d'intérieur. Il consacre du temps à la photographie. Il meurt le 17 août 2000, près de Vancouver.

## Décorations militaires
- Médaille de service de longue durée 4e Classe (8 avril 1938)[3]
- Médaille de Memel (25 juin 1940)[4]
- Médaille des Sudètes (6 septembre 1940)[4]
- Croix de fer (1939)
  - 2e Classe (30 janvier 1940)[4]
  - 1re Classe (7 décembre 1941)[4]
- Médaille de la valeur militaire (Italie)
  - Bronze (novembre 1941)[4]
  - Argent (25 mars 1942)[4]
- Insigne de combat des U-Boote (1939) (26 février 1942)[4]
- Croix de chevalier de la Croix de fer le 27 janvier 1942 en tant que Kapitänleutnant et commandant de l'U-331[5]
- Mentionné par 2 fois dans la revue radiophonique des Armées Wehrmachtbericht le 26 novembre 1941 et le 27 janvier 1942

## Succès au combat
| Date             | U-Boot | Nom du navire     | Nationalité | Tonnage | Fait      |
| ---------------- | ------ | ----------------- | ----------- | ------- | --------- |
| 10 octobre 1941  | U-331  | HMS TLC-18 (A 18) | Britannique | 372     | Endommagé |
| 25 novembre 1941 | U-331  | HMS Barham        | Britannique | 31 100  | Coulé     |
| 9 novembre 1942  | U-331  | USS Leedstown     | Américain   | 9 135   | Coulé     |